# Sandra Ferger
Sandra Ferger (* 14. August 1991 in Remscheid) ist eine deutsche Volleyball- und Beachvolleyballspielerin. In der Halle ist sie in der Zweiten Liga Pro aktiv. Im Beachvolleyball spielt sie seit 2014 auf der höchsten nationalen Turnierserie.

## Karriere Halle
Ferger begann ihre Karriere 2002 in ihrer Heimatstadt beim Remscheider TV. Im Alter von vierzehn Jahren kam sie aus der Jugend in die erste Mannschaft, die in der Landesliga spielte. In der Saison 2009/10 trat sie mit SV Bayer Wuppertal in der Oberliga an. Bei der SG Langenfeld war die universell einsetzbare Spielerin in der folgenden Saison in der Regionalliga aktiv.
2011 wechselte Ferger zum Bundesligisten Bayer 04 Leverkusen. In der Saison 2013/14 spielte sie mit Leverkusen in der Zweiten Liga Nord. 2014 kehrte sie zurück nach Langenfeld, wo sie eine Saison in der Dritten Liga West spielte und sich parallel auf Beachvolleyball vorbereitete. 2015 wechselte sie zum Regionalligisten VC Allbau Essen. Mit dem Verein stieg sie 2016 als Meister der Regionalliga West in die Dritte Liga West und 2017 in die 2. Bundesliga Nord auf. Nach dem Abstieg in die Dritte Liga 2018 gelang ihr mit Essen 2019 der sofortige Wiederaufstieg. 2023 erreichte sie mit dem VC Allbau den Aufstieg in die neugeschaffene 2. Bundesliga Pro.

## Karriere Beach

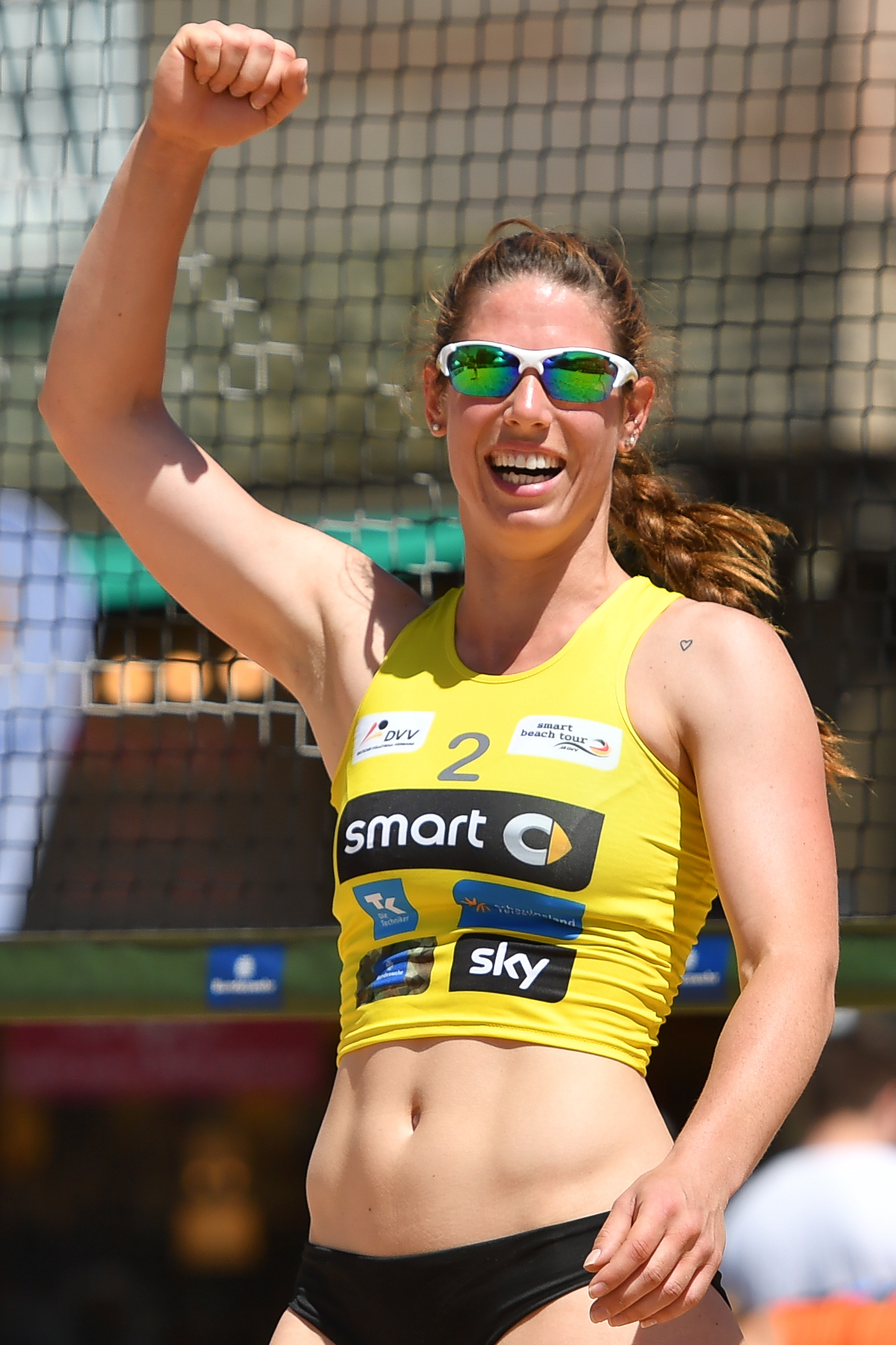
2017 in Nürnberg

Ferger spielte ihre ersten nationalen Beachvolleyball-Turniere 2012 mit Lisa Schreiner. Ab 2013 trat sie mit Laura Walsh an. Im folgenden Jahr war sie erstmals auf der Smart Beach Tour aktiv, kam jedoch noch nicht über die Qualifikation hinaus. 2015 gelangte sie mit Melanie Preußer in Nürnberg zum ersten Mal ins Hauptfeld und wurde Siebte. 2016 belegte sie mit Constanze Bieneck in Münster und mit Stefanie Klatt in Dresden jeweils auf den 13. Platz. Weitere Turniere der Smart Beach Tour absolvierte sie in dem Jahr mit Anne Matthes, wobei der neunte Rang in Duisburg das beste Ergebnis war.
2017 bildete Ferger ein Duo mit Sarah Schneider. Ferger/Schneider gelangen zahlreiche Top-Ten-Ergebnisse auf der Tour, darunter ein dritter Rang in Nürnberg sowie vierte Plätze in Nürnberg und Hamburg. Mit den Ergebnissen qualifizierten sie sich für die deutsche Meisterschaft 2017, bei der sie in der ersten Runde gegen Borger/Kozuch ausschieden.
Seit 2018 bildet sie ein Duo mit Christine Aulenbrock. Aulenbrock/Ferger kamen auf der Techniker Beach Tour immer in die Top Ten und erreichten als bestes Ergebnis einen vierten Platz in Sankt Peter-Ording. Bei der deutschen Meisterschaft schieden sie im Achtelfinale aus und wurden Neunte. Auf der Techniker Beach Tour 2019 gewannen sie das Turnier in Nürnberg und wurden immer mindestens Neunte. Die deutsche Meisterschaft 2019 endete für sie jedoch schon in der Gruppenphase.
2020 spielte Aulenbrock in der Beach-Liga zwei Tage lang als Ersatzspielerin mit Kim Behrens. Bei der Comdirect Beach Tour 2020 qualifizierten sich Aulenbrock/Ferger gleich beim ersten Turnier in Düsseldorf für die deutsche Meisterschaft und spielten anschließend beim Top-Teams-Turnier mit. Im DM-Achtelfinale schieden sie gegen Borger/Sude aus. Bei der ersten Ausgabe der German Beach Trophy kamen sie im Januar/Februar 2021 als Hauptrunden-Dritte ins Endspiel, das sie gegen die Österreicherinnen Nadine und Teresa Strauss verloren. Im März traten sie auch bei der zweiten Ausgabe der German Beach Trophy an. Anfang September erreichten sie bei der deutschen Meisterschaft den vierten Platz. Auf der German Beach Tour 2022 gewannen Aulenbrock/Ferger nach zwei fünften Plätzen in Düsseldorf das Turnier in München. Bei der deutschen Meisterschaft wurden sie erneut Vierte. Auf der German Beach Tour 2023 hatten sie ausschließlich Top-7-Ergebnisse und landeten bei der deutschen Meisterschaft auf Platz fünf.